# Lepidonotus crosslandi
Lepidonotus crosslandi är en ringmaskart som beskrevs av Monro 1928. Lepidonotus crosslandi ingår i släktet Lepidonotus och familjen Polynoidae. Utöver nominatformen finns också underarten L. c. peruana.